# اختلال ساختگی
اختلال ساختگی وضعیتی است که در آن فرد، بدون انگیزه تمارض، با ایجاد عمدی، تظاهر یا اغراق علائم، صرفاً برای رسیدن به نقش بیمار (برای خود یا دیگران)، به گونه‌ای رفتار می‌کند که گویی بیماری دارد. افراد مبتلا به اختلال ساختگی ممکن است با آلوده کردن نمونه‌های ادرار، مصرف مواد توهم زا، تزریق مواد دفعی جهت ایجاد آبسه و رفتارهای مشابه علائم بیماری‌زا ایجاد کنند.